# كويتشي اوكادا
كويتشي اوكادا (باليابانية: 岡田晃一) (و. 1944 – م) هو ملاكم، من اليابان، ولد في طوكيو.

## التعليم
تعلم في جامعة ريكيو ‏.

## روابط خارجية
- كويتشي اوكادا على موقع بوكس ريك (الإنجليزية) (registration required)